# Sikandra Rao
Sikandra Rao là một thành phố và là nơi đặt ban đô thị (municipal board) của quận Hathras thuộc bang Uttar Pradesh, Ấn Độ.

## Nhân khẩu
Theo điều tra dân số năm 2001 của Ấn Độ, Sikandra Rao có dân số 38.485 người. Phái nam chiếm 52% tổng số dân và phái nữ chiếm 48%. Sikandra Rao có tỷ lệ 46% biết đọc biết viết, thấp hơn tỷ lệ trung bình toàn quốc là 59,5%: tỷ lệ cho phái nam là 53%, và tỷ lệ cho phái nữ là 37%. Tại Sikandra Rao, 17% dân số nhỏ hơn 6 tuổi.